# لو شتاين
لو شتاين (بالإنجليزية: Lou Stein)‏ هو عازف بيانو أمريكي، ولد في 22 أبريل 1922 في فيلادلفيا في الولايات المتحدة، وتوفي في 11 ديسمبر 2002 في ليتشفيلد في الولايات المتحدة.

## وصلات خارجية
- لو شتاين على موقع ميوزك برينز (الإنجليزية)
- لو شتاين على موقع أول ميوزيك (الإنجليزية)
- لو شتاين على موقع ديسكوغز (الإنجليزية)